# Шяуляйское гетто
Шяуля́йское ге́тто (лит. Šiaulių getas, 25 июля 1941 — 24 июля 1944) — еврейское гетто, место принудительного переселения евреев города Шяуляй в процессе преследования и уничтожения евреев нацистами и коллаборационистами во время оккупации территории Литвы Германией в период Второй мировой войны.

## До войны
Шяуляй был вторым по размерам городом довоенной Литвы, а еврейская община составляла четверть населения города. В 1939 году её численность была 5360 человек. Заместитель мэра города был евреем. Евреи работали на обувной фабрике, металлургии и химической промышленности, среди них было много служащих и ремесленников. В городе было несколько еврейских школ, детский сад, 15 синагог, иешива и 2 еврейских библиотеки.
После присоединения Литвы к СССР в 1940 году все еврейские общинные организации были ликвидированы, за исключением школ с обучением на идиш. В июне 1941 года несколько сотен евреев были депортированы в отдалённые районы Сибири и Средней Азии.

## Ход событий
Советские чиновники бежали из города ещё 23 июня 1941 года, на следующий день после начала немецкого вторжения. Шяуляй был занят частями вермахта 26 июня 1941 года. Около тысячи евреев ушли вместе с отступающими частями Красной армии. После этого количество евреев в городе составило 6 500 человек, увеличившись за счёт беженцев из Польши и евреев из окрестных населённых пунктов.
Сразу после занятия города немцами члены Литовского фронта активистов (LAF) начали преследование евреев. Они грабили их имущество и насиловали женщин, заставляли вручную чистить туалеты, подметать улицы зубными щётками. Они избивали и убивали евреев как индивидуально так и целыми группами.
28-30 июня нацистами были произведены массовые аресты евреев-мужчин, в том числе 20 человек наиболее известных в городе евреев из руководства общины. Первыми жертвами были раввины Бакшт и Нахумовский. За первые две недели оккупации немцы и литовцы расстреляли 1000—1200 евреев. 11 июля члены LAF начали массовые обыски в еврейских домах с целью конфискации золота, драгоценностей и денег. Одновременно евреев арестовывали, заставляли паковать наиболее ценные вещи, включая одежду и тащить это в полицейский участок. Немцы разоружили активистов LAF и, забрав наиболее ценное, разрешили евреям вернуться домой.
Гетто было создано с 25 июля по 31 августа. Гетто было разделено на две части — одна называлась «Кавказское гетто» (2 950 узников), а вторая «Траку» (3 000 узников). Они были рядом, но входы были разные. 27-29 августа 1941 года из гетто Траку забрали пожилых и больных людей, впоследствии все они были убиты. В сентябре-декабре 1941 года ещё несколько тысяч евреев переселились в гетто из окрестностей Шяуляя, где остальное еврейское население было уничтожено. В этот же период было убито 1750 евреев Шяуляя. После этого до сентября 1943 года акции по массовому уничтожению не проводились.
Период относительного затишья был использован евреями для организации жизни в гетто. В частности, функционировали две школы, молодёжные организации, а также политические ячейки — Бейтар и коммунисты. В мае 1943 года была проведена перепись. Согласно ей в гетто находилось 4665 человек, в том численность «Кавказского гетто» 2438 и «Траку» — 2227 человек.
С сентября 1943 года гетто было превращено в концентрационный лагерь. 5 ноября 1943 года немцы забрали из гетто всех детей — от грудных до 12-летних, всего 574 ребёнка, а также 191 старика, 26 инвалидов и 4 женщины. Все они были убиты.
Секретарь юденрата гетто Элиэзер Ерушалми писал в дневнике:

… Всюду, где можно было спрятаться, они искали детей, и, если находили, то вытаскивали их, голых и босых, на площадь. Там они поднимали детей за волосы и за руки и швыряли в машины. Они гонялись за малышами, которые случайно оказывались на улицах или во дворах, стреляли в них и ловили. За детьми бежали несчастные родители, рыдали и умоляли, но их избивали и отгоняли.
8 июля 1944 года комендант Шяуляя объявил евреям, что гетто закрывается. После этого всех оставшихся в гетто евреев нацисты депортировали в концлагерь Штутгоф под Данцигом, где большинство заключённых было убито. В живых к моменту освобождения лагеря осталось около 500 евреев из Шяуляя.

## Память
После войны в 12 километрах от города, в лесу вблизи местечка Кужяй было найдено место массовых расстрелов узников гетто, а затем ещё одно в 6 километрах от первого. С помощью местных властей выжившие узники в 1959 году установили памятники погибшим. В братских могилах похоронено около 8000 жертв расстрелов, в том числе 125 евреев из Линкувы, убитые в этом лесу летом 1941 года, а также русские и литовские коммунисты.
В 1950 году Институт Яд ва-Шем опубликовал дневник выжившего секретаря юденрата Элиезера Ерушалми.
В 2012 году Яд ва-Шем присвоил звание праведника мира Эдвардасу Левинскасу и его жене Терезе, которые во время войны спасали евреев, бежавших из шяуляйского гетто.